# Sympherobius bisignatus
Sympherobius bisignatus är en insektsart som först beskrevs av Krüger 1922.  Sympherobius bisignatus ingår i släktet Sympherobius och familjen florsländor. Inga underarter finns listade i Catalogue of Life.